# NGC 4411
NGC 4411 é uma galáxia espiral barrada na direção da constelação de Virgo. O objeto foi descoberto pelo astrônomo Christian Peters em 1860, usando um telescópio refrator com abertura de 13,5 polegadas. Devido a sua moderada magnitude aparente (+12,9), é visível apenas com telescópios amadores ou com equipamentos superiores. 